# Cattolica
Cattolica ist ein italienischer Badeort mit 16.579 Einwohnern (Stand 31. Dezember 2023) an der adriatischen Riviera in der Provinz Rimini in der Emilia-Romagna.

## Geographie
Cattolica liegt 23 Kilometer südöstlich von Rimini. Die Nachbargemeinden sind Gabicce Mare, Gradara, Misano Adriatico und San Giovanni in Marignano.

## Geschichte
Die römische Siedlung wurde ursprünglich an der antiken Straße Via Flaminia errichtet. Der Name Cattolica wurde in einer Auseinandersetzung zwischen katholischen Bischöfen und Anhängern des Arianismus in der Zeit um das Konzil von Rimini, 359 n. Chr., dem Gebiet südlich von Rimini gegeben.
Archäologische Ausgrabungen ergaben, dass die lokale Wirtschaft auf Geschäften mit den durchziehenden Menschen beruhte. Das Gebiet war sowohl eine Durchzugsstation für Reisende der Route Bologna-Ancona-Rom als auch für die Pilger, die nach Loreto oder San Pietro zogen.
Um 1500 zählte die Stadt mehr als zwanzig bekannte Tavernen und Gasthäuser. Das Geschäft mit der Gastwirtschaft wurde Mitte des 19. Jahrhunderts vom Fischfang ergänzt. In der Folge wurde auch in Cattolica das Zeitalter des Tourismus eingeläutet. Eine der ersten bekannten Personen, die den Strand von Cattolica schätzten, war Luciano Bonaparte, Bruder von Kaiser Napoleon, der 1823 Cattolica dem damals mondäneren Rimini bevorzugte.
Als 1861 die Bahnstrecke Bologna–Ancona in Betrieb genommen wurde, ließen viele wohlhabende Familien aus der Emilia-Romagna dort ihre Sommerresidenz errichten. Nach dem Ersten Weltkrieg blühte der Fremdenverkehr wieder auf. Der Ort war nun nicht mehr Ziel für Nobelgäste, sondern vor allem für die Mittelschicht. Bereits in den 1930er Jahren war Cattolica ein touristisches Ziel, das in ganz Europa bekannt war. Viele Villen wurden in elegante Hotels umgewandelt, um die Massen zu beherbergen, die in den 1950er und 1960er Jahren für Millionen Übernachtungen pro Jahr sorgten.

## Sehenswürdigkeiten
- La Rocca: Erbaut im Jahr 1491, um das Eigentum der Bewohner im Falle eines Türkeneinfalls zu schützen. Es war der Sitz des Capitano di Cattolica, der vom Rat von Rimini gewählt wurde zum Schutz des Borgo. Es befindet sich heute in Privatbesitz.
- Chiesa di Sant’Apollinare: Die Kirche wurde vermutlich gegen Ende des 12. Jahrhunderts errichtet, auch wenn sie offiziell das erste Mal im Jahr 1313 erwähnt wurde. Der letzte Umbau war im Jahr 1782.
- Galleria Comunale Santa Croce: Die ehemalige Kirche Santa Croce wurde gegen Ende des 16. Jahrhunderts neben dem Hospital der Pilger errichtet.
- Theater: Ein Theater all’italiana (700 Plätze), geplant vom Architekten Pierluigi Cervellati.
- Centro Culturale Polivalente: Bibliothek, Antiquarium (römische Gegenstände aus archäologischen Grabungen), Seefahrtsabteilung mit Dokumenten und Materialien von der Geschichte der Seefahrt
- Archäologische Ausgrabungen: Reste eines Hauses aus der Römerzeit
- Themenpark Le Navi (Meerwasseraquarium)

Flagge
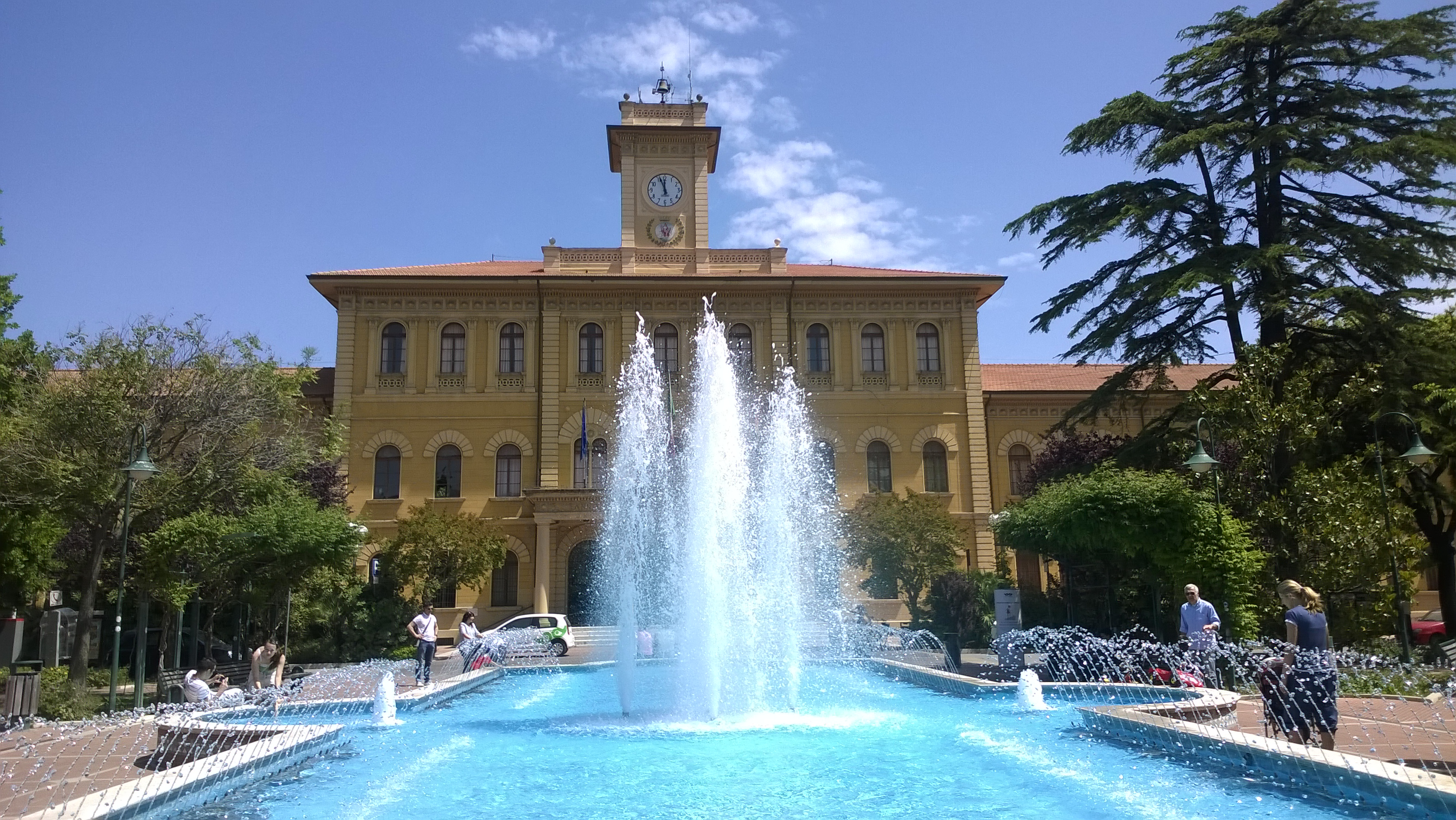
Palazzo Mancini, das Rathaus
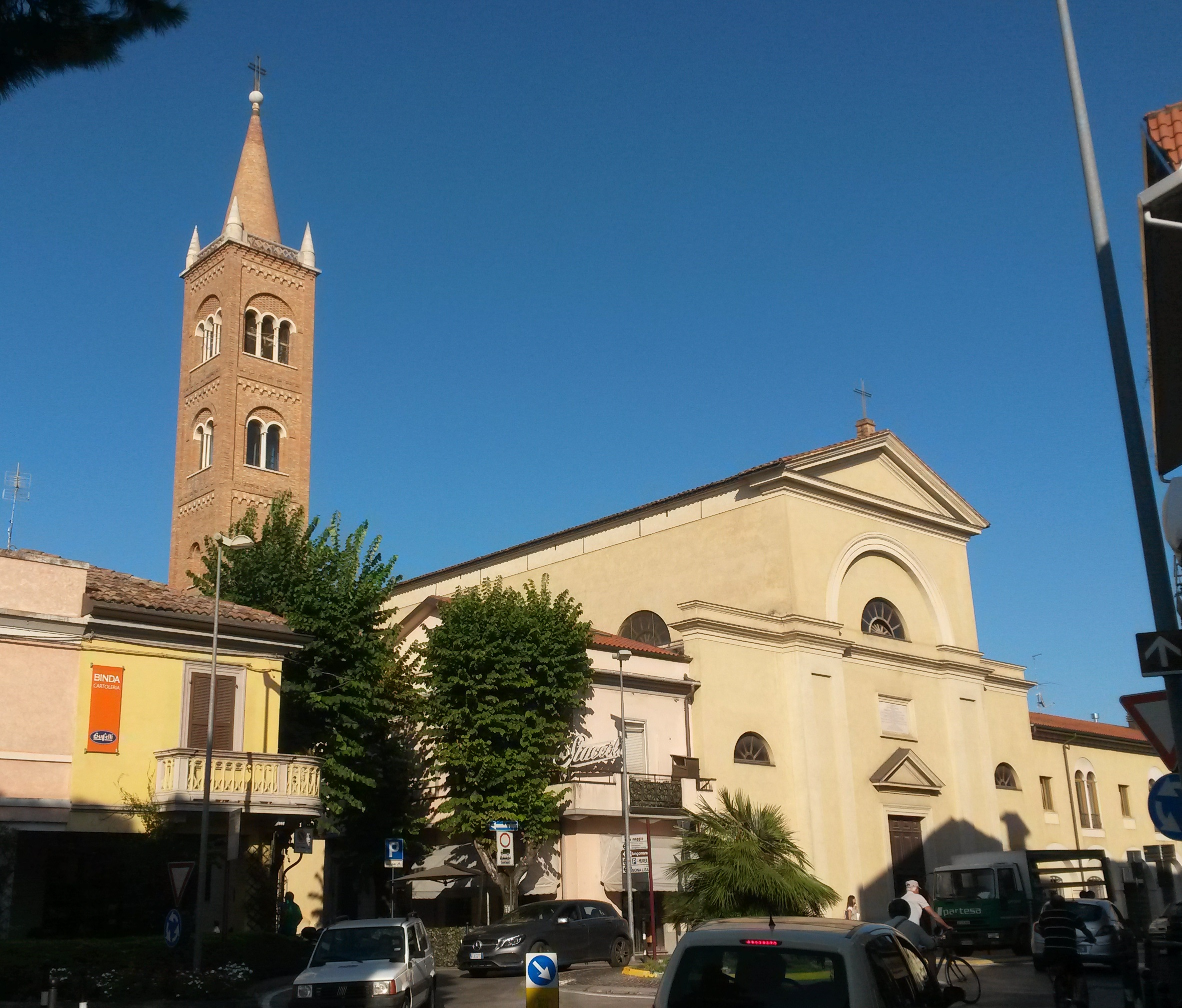
Chiesa di San Pio V
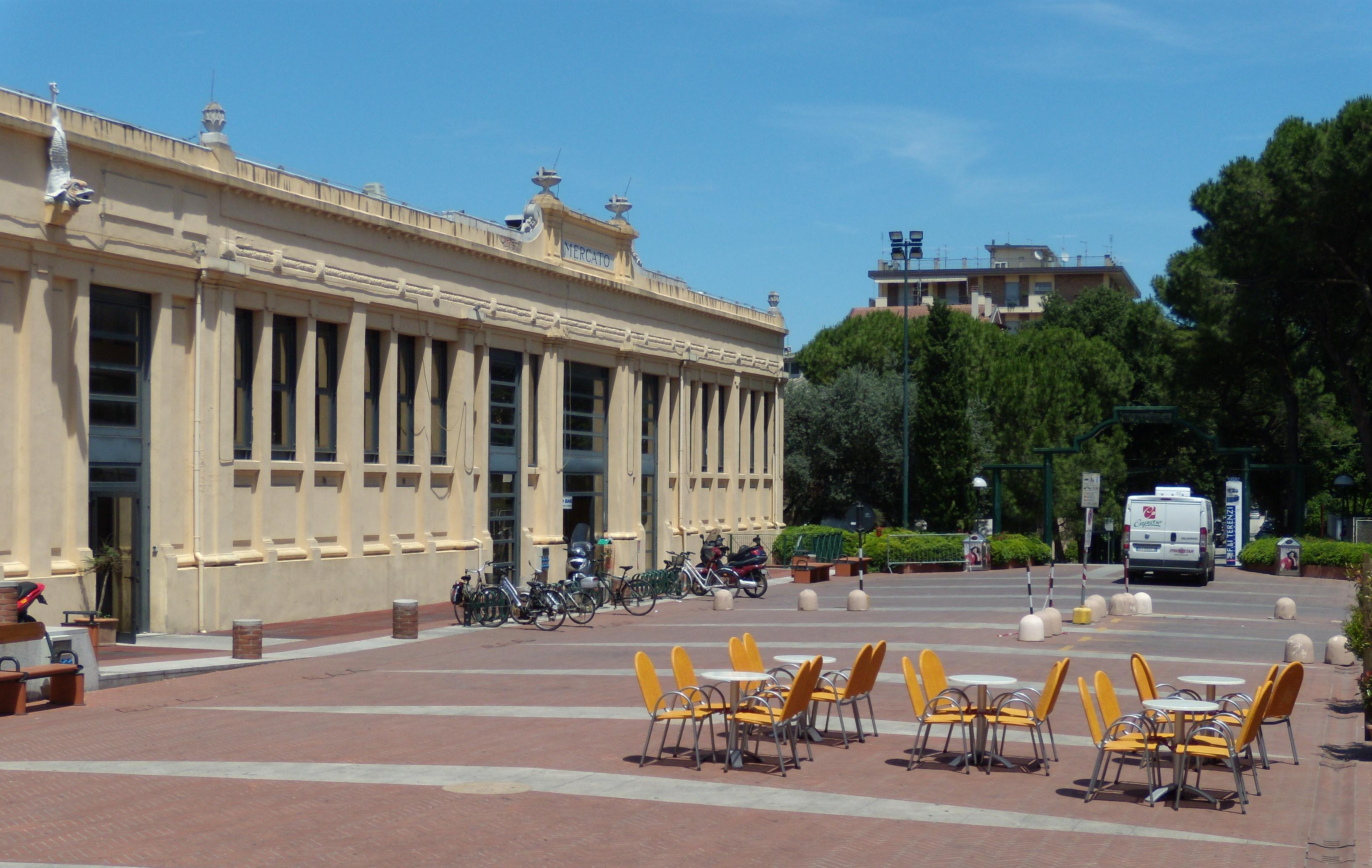
Mercato Coperto, Markthalle
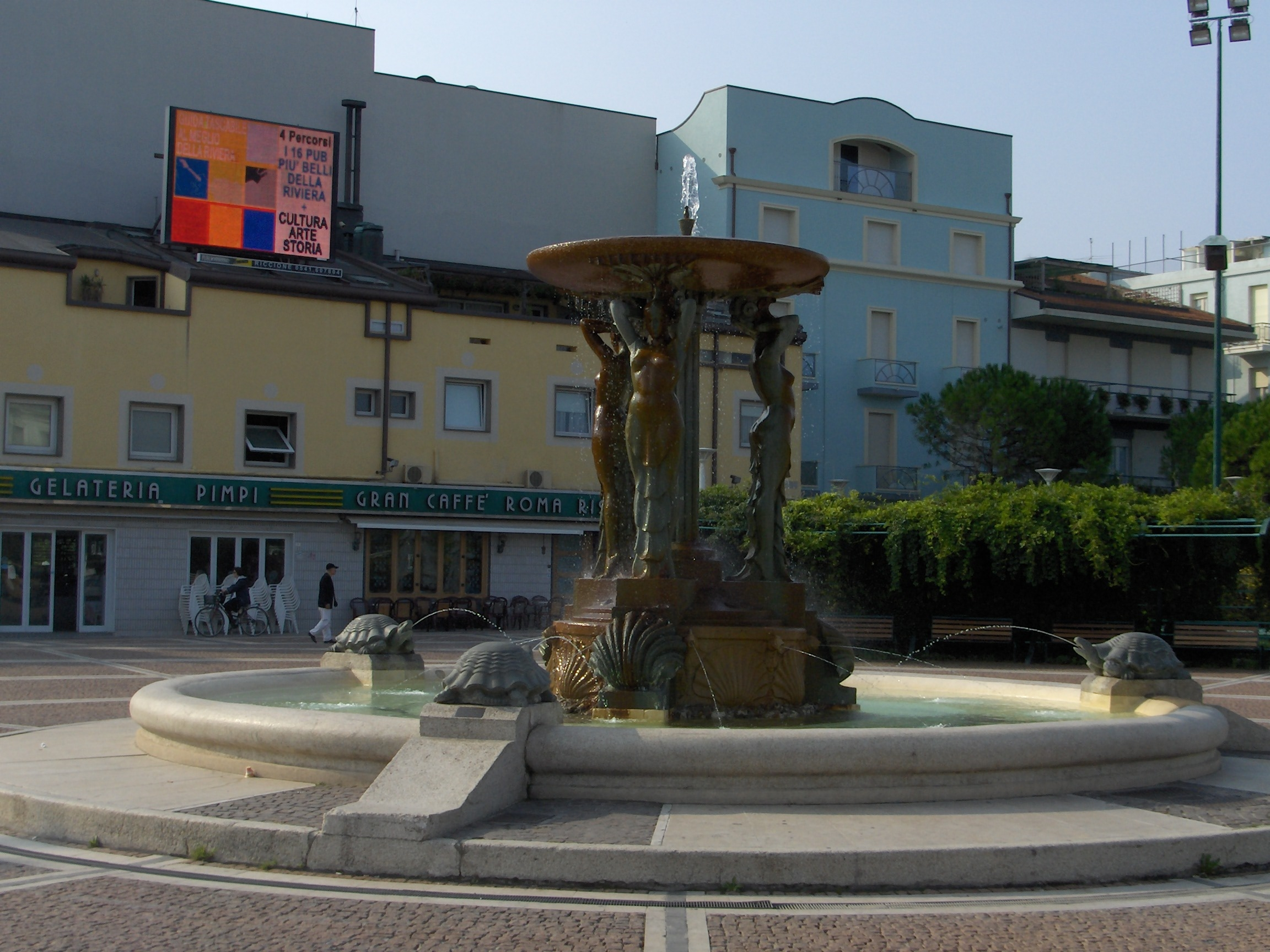
Fontana delle Sirene
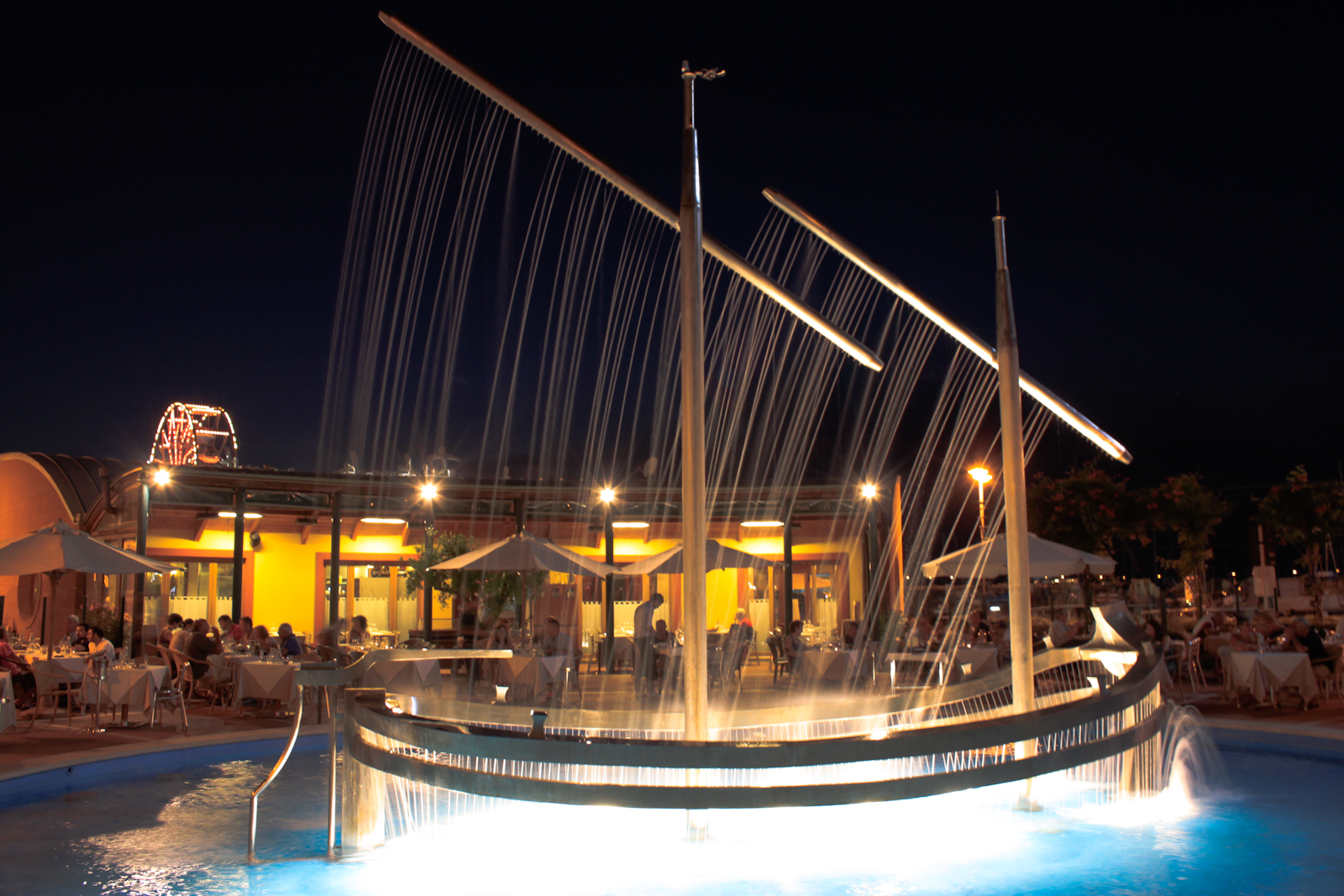
Ein weiterer Brunnen der Stadt
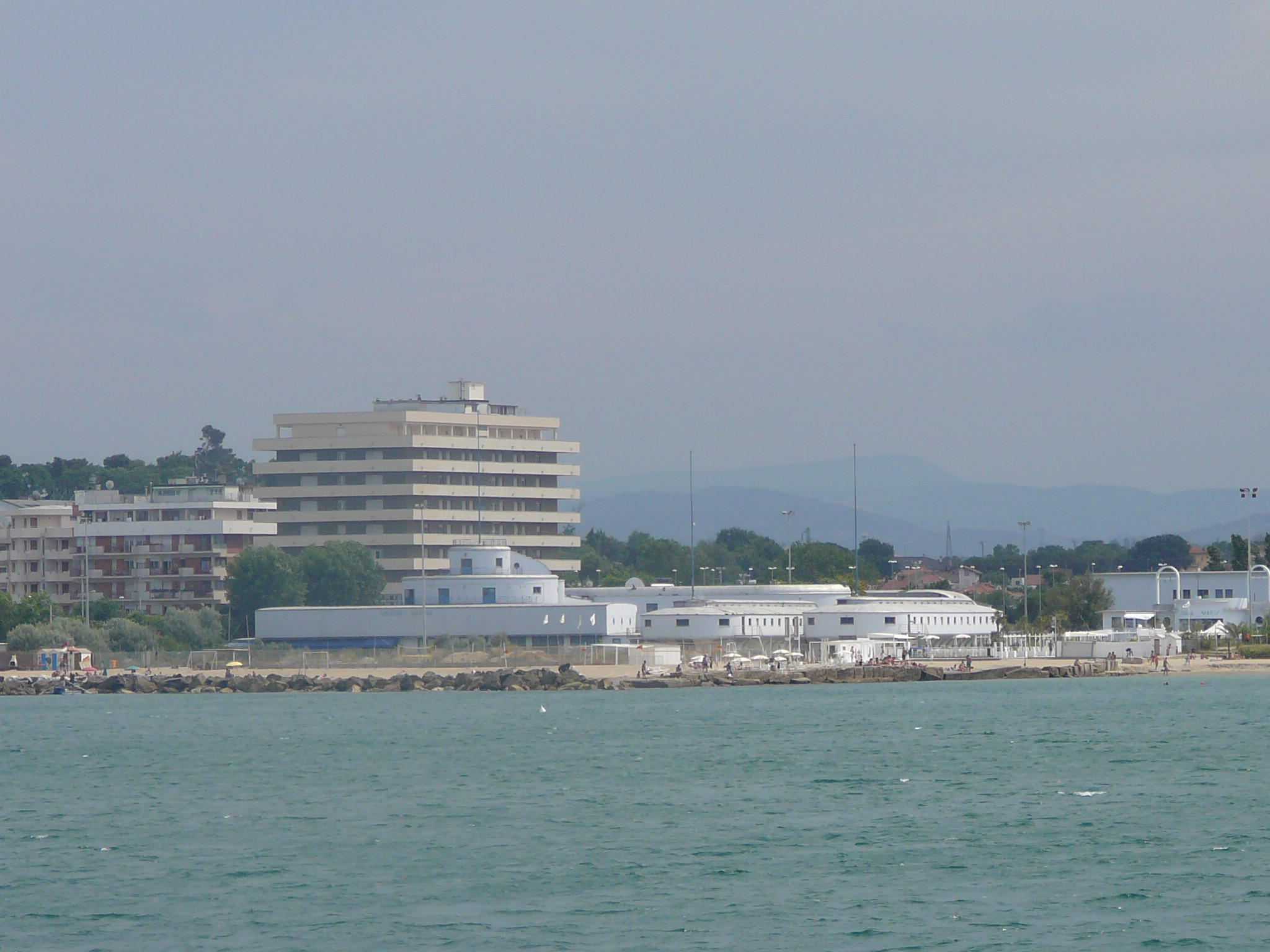
Blick zum Aquarium

## Städtepartnerschaften
Cattolica listet folgende acht Partnerstädte auf:
| Stadt                | Land                              | seit |
| -------------------- | --------------------------------- | ---- |
| Debrecen             | Nördliche Große Tiefebene, Ungarn | 1998 |
| Faches-Thumesnil     | Hauts-de-France, Frankreich       | 1979 |
| Hodonín              | Südmährische Region, Tschechien   | 1996 |
| Naoussa              | Zentralmakedonien, Griechenland   |      |
| Porto Novo           | Barlavento, Kap Verde             | 1994 |
| Saint-Dié-des-Vosges | Lothringen, Frankreich            | 1997 |
| Saint Neots          | England, Vereinigtes Königreich   |      |
| Stolberg             | Nordrhein-Westfalen, Deutschland  |      |

## Söhne und Töchter der Stadt
- Pier Giacomo De Nicolò (1929–2021), römisch-katholischer Geistlicher, Erzbischof und Diplomat des Heiligen Stuhls
- Mariano De Nicolò (1932–2020), römisch-katholischer Bischof von Rimini
- Paolo De Nicolò (* 1937), römisch-katholischer Geistlicher, Kurienbischof
- Andrea Cinciarini (* 1986), Basketballspieler
- Marco Simoncelli (1987–2011), Motorradrennfahrer
- Niccolò Antonelli (* 1996), Motorradrennfahrer
- Andrea Migno (* 1996), Motorradrennfahrer